# Patarashca
La patarashca ou patarasca (du quechua "patarashka" qui signifie enveloppé), est un plat typique de la région amazonienne que partagent la Colombie et le Pérou, c'est pourquoi il fait partie de la gastronomie des ces deux pays,.

## Description
La patarashca est un filet de poisson d'eau douce assaisonné avec du curcuma et de l'ají ou bien de la centrolene charapita et autres ingrédients amazoniens, comme la coriandre longue. Le tout est enveloppé de feuilles de cachibou et cuit à la braise,,,. Lorsqu'on la cuisine dans une maison on peut l'envelopper de feuilles de bananier et le cuire au four ou au gril.
A l'origine, les tribus amazonienes le préparaient avec du Nothofagus glauca, de grandes grenouilles et des crevettes venant des fleuves,.
En Colombie, on les accompagne de tranches de bananes frites et d'une farine à base de manioc. Au Pérou, la patarashca s'accompagne de manioc, de bananes et parfois de riz blanc.